# Аллинские термальные источники
Аллинские источники — памятник природы, находящийся в восьми км к западу от села Алла Курумканского района Республики Бурятия в Баргузинской долине у подножия Баргузинского хребта возле реки Алла. Термальный источник известен с середины XIX века. Памятник природы состоит из 46 выходов воды на поверхность с температурой от 55 до 77 °С. Термальный источник имеет рекреационное, научное и оздоровительное значение.
Вода в термальном источники сульфатно-гидрокарбонатная натриевая, кремнистая и слабоминерализованная. Источник полезен при болезнях системы кровообращения, нервной системы, костно-мышечной системы, эндокринной системы, мочеполовой системы и кожи.
Согласно постановлению Совета Министров Бурятской АССР № 18 от 18 января 1984 года термальный источник признан памятником природы и находится под охраной государства.
Около термального источника находится курорт «Алла». Над источником построен ванный дом, стоящий на крупных валунах, где могут отдыхать посетители курорта, бассейн рассчитан на 5 человек. От источника к жилым домикам ведет лестница. В деревянных домиках раньше размещалась водолечебница. Вверх по течению реки Алла проложен пешеходный туристский маршрут, который через перевал ведёт к озеру Байкал, по маршруту есть несколько ленточных водопадов. В 2023 году построили лестницу, ведущую с вершины горы к реке к ванному дому, на это было выделено в paмкax гocпpoгpaммы «Paзвитиe тypизмa» около четырёх миллионов рублей.